# Заслуженный работник физической культуры Российской Федерации
«Заслу́женный рабо́тник физи́ческой культу́ры Росси́йской Федера́ции» — почётное звание, входящее в систему государственных наград Российской Федерации.

## Основания для присвоения
Звание «Заслуженный работник физической культуры Российской Федерации» присваивается организаторам физкультурного движения, учёным и тренерам, работникам спортивных организаций за личные заслуги:
- в создании условий для привлечения населения к занятиям физической культурой и спортом;
- в популяризации физической культуры, спорта и здорового образа жизни;
- в развитии детско-юношеского спорта и спорта высших достижений на базе специализированных спортивных школ;
- в создании инфраструктуры общероссийских спортивных федераций, спортивных организаций федеральных органов исполнительной власти, а также спортивной инфраструктуры общеобразовательных учреждений и высших учебных заведений, осуществляющих деятельность в области физической культуры и спорта;
- в подготовке спортивных сборных команд Российской Федерации и российских спортивных клубных команд по различным видам спорта для участия во внутрироссийских и международных официальных спортивных мероприятиях;
- в подготовке квалифицированных кадров для организаций, осуществляющих деятельность в области физической культуры и спорта.

Почётное звание «Заслуженный работник физической культуры Российской Федерации» присваивается, как правило, не ранее чем через 20 лет с начала осуществления профессиональной деятельности и при наличии у представленного к награде лица отраслевых наград (поощрений) федерального органа государственной власти или органов государственной власти субъектов Российской Федерации.

## Порядок присвоения
Почётные звания Российской Федерации присваиваются указами Президента Российской Федерации на основании представлений, внесённых ему по результатам рассмотрения ходатайства о награждении и предложения Комиссии при Президенте Российской Федерации по государственным наградам.

## История звания
Почётное звание «Заслуженный работник физической культуры Российской Федерации» установлено Указом Президента Российской Федерации от 30 декабря 1995 года № 1341 «Об установлении почётных званий Российской Федерации, утверждении положений о почётных званиях и описания нагрудного знака к почётным званиям Российской Федерации». Тем же указом утверждено первоначальное Положение о почётном звании, в котором говорилось:
Почётное звание «Заслуженный работник физической культуры Российской Федерации» присваивается организаторам физкультурного движения, учёным и тренерам, работникам коллективов физической культуры, спортивных сооружений, физкультурных организаций, учебных заведений, научно-исследовательских институтов за заслуги в развитии физической культуры и спорта, в организационно-методической, учебно-тренировочной, воспитательной, инженерно-технической, научно-педагогической и хозяйственной деятельности, совершенствовании системы физического воспитания населения, массового спорта, спорта высших достижений и работающим в области физической культуры и спорта 15 и более лет.
В настоящем виде Положение о почётном звании утверждено Указом Президента Российской Федерации от 7 сентября 2010 года № 1099 «О мерах по совершенствованию государственной наградной системы Российской Федерации».

## Нагрудный знак
Нагрудный знак имеет единую для почётных званий Российской Федерации форму и изготавливается из серебра высотой 40 мм и шириной 30 мм. Он имеет форму овального венка, образуемого лавровой и дубовой ветвями. Перекрещенные внизу концы ветвей перевязаны бантом. На верхней части венка располагается Государственный герб Российской Федерации. На лицевой стороне, в центральной части, на венок наложен картуш с надписью — наименованием почётного звания.
На оборотной стороне имеется булавка для прикрепления нагрудного знака к одежде. Нагрудный знак носится на правой стороне груди.

## Переходный период
В России до принятия Указа Президента Российской Федерации от 30 декабря 1995 года № 1341 действовали правовые акты об установлении почётных званий РСФСР. После изменения наименования государства с «Российская Советская Федеративная Социалистическая Республика» на «Российская Федерация» (см. Закон РСФСР от 25 декабря 1991 года № 2094-I) в названиях всех почётных званий наименование «РСФСР» было заменено словами «Российской Федерации», таким образом, с 1992 года до 30 марта 1996 года производилось присвоение однотипного почётного звания РСФСР, существовавшего с 1972 года, с тождественным современному наименованием.